# Espagnac-Sainte-Eulalie
Espagnac-Sainte-Eulalie is een gemeente in het Franse departement Lot (regio Occitanie) en telt 85 inwoners (2009). De plaats maakt deel uit van het arrondissement Figeac.

## Geografie
De oppervlakte van Espagnac-Sainte-Eulalie bedraagt 9,7 km², de bevolkingsdichtheid is dus 8,8 inwoners per km².
De onderstaande kaart toont de ligging van Espagnac-Sainte-Eulalie met de belangrijkste infrastructuur en aangrenzende gemeenten.

## Demografie
Onderstaande figuur toont het verloop van het inwonertal (bron: INSEE-tellingen).